# Tanaecium pyramidatum
Espèce
Tanaecium pyramidatum est une espèce de plantes à fleurs dicotylédones de la famille des Bignoniaceae. Son aire de répartition s'étend du sud du Mexique à l'Uruguay. C'est une liane qui pousse principalement dans le biome tropical humide.

## Étymologie
Tanaecium : du grec « tanaêkês » : (fruit) allongé et pointu. L'épithète pyramidatum viendrait du grec « puramidos » pyramide

## Systématique
Le nom correct complet (avec auteur) de ce taxon est Tanaecium pyramidatum (Rich.) L.G.Lohmann (d).
L'espèce a été initialement classée dans le genre Bignonia sous le basionyme Bignonia pyramidata Rich..
Tanaecium pyramidatum a pour synonymes :
- Adenocalymma densiflorum Rusby
- Arrabidaea dichasia Donn.Sm.
- Bignonia brachiata Sessé & Moc.
- Bignonia dasyantha DC.
- Bignonia ehretioides Cham.
- Bignonia laurifolia Vahl
- Bignonia lenta Mart.
- Bignonia lenta Mart. ex DC.
- Bignonia martiusiana DC.
- Bignonia pyramidata Rich.
- Bignonia rupestris Gardner
- Bignonia sinclairii Benth.
- Bignonia striata DC.
- Haplolophium pyramidatum (Rich.) Miers
- Memora lenta (Mart. ex DC.) Bureau & K.Schum.
- Mussatia venezuelensis Bureau
- Pachyptera dasyantha DC.
- Pachyptera perrottetii DC.
- Pachyptera striata DC.
- Pachyptera umbelliformis DC.
- Paragonia pyramidata var. elliptica Bureau
- Paragonia pyramidata var. tomentosa Bureau & K.Schum.
- Paragonia pyramidata (Rich.) Bureau
- Petastoma leiophyllum Kraenzl.
- Petastoma macrocalyx Kraenzl.
- Pithecoctenium reticulare DC.
- Tabebuia pyramidata (Rich.) DC.
- Tanaecium pyramidatum var. tomentosum (Bureau & K.Schum.) J.F.Morales
- Temnocydia elliptica Mart. ex DC.
- Temnocydia lenta Mart.
- Temnocydia lenta Mart. ex DC.
- Zeyheria surinamensis Miq.